# WordPerfect Office
WordPerfect Office (ワードパーフェクト オフィス) は、コーレルが開発しているオフィススイートである。
2021年6月現在、最新バージョンは WordPerfect Office 2021 である。
Home and Student、Standard、Professional の3つのエディションが利用可能である。
WordPerfect Office の前身は、WordPerfect Suite という名称の製品であり、1994年にノベルが出荷し、1996年にコーレルに売却した。
日本語版については、以前のバージョンでは出荷されていたことがあるが（1997年に発表された第8版(Quattro Pro 8J)が最後）、現在は出荷されていない。

## 構成要素
2014年発売のWordPerfect Office X7 の主な構成要素を示す。
これらは Home and Student エディションに同梱されている。
- WordPerfect X7 - ワープロソフトウェア
- Quattro Pro X7 - 表計算ソフトウェア
- Presentations X7 - プレゼンテーションソフトウェア
- Lightning - デジタルノートブック (個人情報管理ソフトウェア (PIM) )

WordPerfect Office X7 のStandardエディションには、上記に加えて次の構成要素も同梱されている。
- Raxio Secure Burn - ライティングソフトウェア
- Microsoft SharePoint integration

WordPerfect Office X7 のProfessionalエディションには、上記に加えて次の構成要素も同梱されている。
- Paradox - 関係データベース管理システム
- WordPerfect Office Software Development Kit - WordPerfect Office のファイル形式の仕様とさまざまな開発者向けツールが含まれる

以前のバージョンの WordPerfect Office に同梱されていた構成要素で、現在のバージョンには同梱されていないものを、下記に示す。
- InfoCentral - 個人情報管理ソフトウェア (PIM)
- CorelCENTRAL - 個人情報管理ソフトウェア (PIM)
- Trellix - ウェブデザインソフトウェア
- Dragon NaturallySpeaking - 音声認識ソフトウェア (Standardエディションには同梱されなかった)

## バージョン履歴
- 1993年 — Borland Office for Windows (WordPerfect 5.2, Quattro Pro 1.0, Paradox 1.0 for Windows)
- 1994年 — Borland Office 2.0 for Windows (WordPerfect 6.0, Paradox 4.5, Quattro Pro 5.0 for Windows)
- 1994年 — Novell Perfect Office for Windows 3.1 - WordPerfect 6.1, Quattro Pro 6.0, Presentations 3.0, InfoCentral 1.1, Paradox 5.0 (ParadoxはProfessionalエディションのみに同梱)
- 1996年 — Corel WordPerfect Suite 7 for Windows 95.
- 1996年 — Corel WordPerfect Suite, DOS — WordPerfect 6.2, Quattro Pro 5.6, Presentations 2.0
- 1997年 — Corel WordPerfect Suite 8.
- 1999年 — WordPerfect Office 2000 Professional (WordPerfect 9, Quattro Pro 9, Presentations 9, Paradox 9, CorelCENTRAL 9, Trellix 2)
- 2001年 — WordPerfect Office 2002 (バージョン10)
- 2003年 — WordPerfect Office 11
- 2004年 — WordPerfect Office 12
- 2006年 — WordPerfect Office X3 (バージョン13)
- 2008年 — WordPerfect Office X4 (バージョン14) - PDF、 OpenDocument および Office Open XML をサポート
- 2010年 — WordPerfect Office X5 (バージョン15)
- 2012年 — WordPerfect Office X6 (バージョン16)[2]
- 2014年 — WordPerfect Office X7 (バージョン17)[3]
- 2016年 — WordPerfect Office X8
- 2018年 — WordPerfect Office X9

## Macintosh版
WordPerfect Office の構成要素のうち、WordPerfect (ワープロソフトウェア) のみ、Macintosh版が出荷された。
WordPerfectのMacintosh版の開発は、3.5eを最後に終了した。
最後の3.5eは、開発停止前の1998年にコーレルによりフリーウェアとしてリリースされた。